# Beyond Standard
Albums de Hiromi
Time Control
(2007) Place To Be
(2010)
Beyond Standard est un album de la pianiste Hiromi sorti en 2008, elle y est accompagnée par son groupe Sonicbloom.

## Description
Comme son titre l’indique cet album est constitué majoritairement de célèbres standards comme Caravan ou  My Favorite Things repris dans un style jazz fusion. Cependant on trouve sur le disque des choix de morceaux moins évidents comme la composition de Jeff Beck Led Boots, le célèbre Clair de Lune de Debussy ou encore Ue Wo Muite Aruko, un classique de la chanson japonaise. Hiromi joue seule sur I've Got Rhythm et introduit ainsi son album piano solo à suivre, Place To Be,,,.

## Liste des titres
1. Intro: Softly as in a Morning Sunrise – 0:28
2. Softly as in a Morning Sunrise – 7:29
3. Clair de Lune – 7:25
4. Caravan – 8:49
5. Ue Wo Muite Aruko – 8:42
6. My Favorite Things – 7:48
7. Led Boots – 6:33
8. XYG – 6:32
9. I've Got Rhythm – 5:51

## Musiciens
- Hiromi Uehara - Piano
- Martin Valihora – Batterie
- Tony Grey - Basse
- David Fiuczynski - Guitare